# Howie Dorough
Howard Dwaine "Howie" Dorough (sinh 22 tháng 8 năm 1973) là một ca sĩ người Mỹ, thành viên của nhóm nhạc Backstreet Boys.

## Tiểu sử

### Những năm đầu
Howie sinh ra tại Orlando, Florida. Anh có cha là Hoke Dorough, một người Ai len và mẹ là Paula Lopes, một người Puerto Rico.

### Backstreet Boys
Howie đã gia nhập Backstreet Boys, nhóm nhạc sau này đã trở nên nổi tiếng trên toàn thế giới, cung với các thành viên AJ McLean, Brian Littrell, Kevin Richardson và Nick Carter.
Năm 1998, một người chị gái của Howie tên là Caroline Dorough-Cochran đã mất vì bệnh Lupus.
Howie đã hát chính trong các ca khúc Spanish eyes trong album Millenium và 2 ca khúc của chính anh "What Makes You Different (Makes You Beautiful)" and "How Did I Fall In Love With You" hát cùng vơi Brian (Black and Blue)

### Cuộc sống cá nhân
Ngày 8 tháng 12 năm 2007, anh đã cưới người bạn gái lâu năm của mình là Leigh Boniello. Đám cưới của anh có đủ các thành viên khác của BSB tới dự. Ngày 6 tháng 5 năm 2009 anh và vợ đã đón cậu con trai đầu tiên James Hoke Dorough tại bệnh viện thành phố Los Angeles. Tên đệm của cậu con trai được đặt theo tên người cha đã mất của anh.